# Max Holzboer
 (novembre 2020).
Si vous disposez d'ouvrages ou d'articles de référence ou si vous connaissez des sites web de qualité traitant du thème abordé ici, merci de compléter l'article en donnant les références utiles à sa vérifiabilité et en les liant à la section « Notes et références ».
Max Gerhard Holzboer (également connu sous le surnom de Dr. Max Holsboer, Max Holsboer), né le 29 juillet 1883 à Davos ou en 1899 à Coire (Suisse), suivant les sources, et mort le 12 janvier 1958 à Zürich (Suisse), est un joueur suisse de hockey sur glace, également acteur de cinéma.

## Biographie
La carrière sportive de Max Holsboer date des années 1920, quand il remporte plusieurs championnats d'Allemagne avec le Berliner Schlittschuhclub. En 1920, il participe avec l'équipe de Suisse aux Jeux olympiques d'été à Anvers où son équipe se classe huitième du tournoi de hockey sur glace. Il joue au poste de défenseur.
À la fin de sa carrière sportive, Max Holsboer tourne entre 1929 et 1944 dans dix films, principalement des films de montagne.

## Filmographie partielle
- 1932 : La Lumière bleue
- 1933 : SOS Iceberg
- 1933 : SOS Eisberg
- 1954 : Tiefland